# Hotchkiss Serie 600
La Serie 600 era una famiglia di  autovetture di fascia alta prodotta tra il 1933 ed il 1939 dalla Casa automobilistica franco-statunitense Hotchkiss.

## Profilo
Nel 1933 la Hotchkiss compì un processo di unificazione dei suoi modelli entro un'unica famiglia. La sola suddivisione era relativa alle fasce di cilindrata. Si ebbero così due famiglie di modelli all'interno della gamma Hotchkiss: la prima era quella comprendente le vetture di cilindrata compresa tra i 2 ed i 2.4 litri, in parole povere tutti i modelli Hotchkiss con motore a 4 cilindri. Tale famiglia era quella che oggi potrebbe essere indicata come Serie 400. La seconda famiglia, invece, comprendeva i modelli Hotchkiss tra i 2.5 ed i 3.5 litri e può essere indicata come Serie 600.

Di questa famiglia facevano parte i modelli Hotchkiss con motore a 6 cilindri, che fino a quel momento erano noti principalmente come AM80 e AM80 S. Con la nuova unificazione, tali modelli cambiarono denominazione e si aggiunsero anche altri nuovi modelli.

La denominazione di ogni modello era composta da tre cifre in cui il 6 iniziale indicava il numero di cilindri e le restanti due cifre indicavano i cavalli fiscali.

In breve, nel 1933, anno della sua nascita, la Serie 600 era composta da quattro modelli, tutti equipaggiati, come già accennato, da un motore a 6 cilindri in linea.

Alla base della gamma si trovava la 614, della cilindrata di 2511 cm³, in grado di erogare una potenza massima di 60 CV. La velocità massima era di 110 km/h.

Salendo di livello si trovava la 615, equipaggiata da un motore da 2650 cm³ di cilindrata, in grado di erogare circa 65 CV di potenza massima, raggiungendo così una velocità massima di oltre 115 km/h.

Ancora più su vi era la 617, che montava lo stesso motore da 3015 cm³ già montato sulle precedenti AM80. Tale motore, della potenza massima di 85 CV, poteva spingere la 617 ad una velocità massima di oltre 120 km/h.

Al vertice della gamma si trovava la 620, sostituta della AM80 S, ed equipaggiata con lo stesso motore da 3485 cm³ della sua antenata. La potenza di tale propulsore era di 125 CV e la velocità massima era di quasi 140 km/h.
Nel 1936 vi fu un nuovo riassetto della gamma, che venne ribattezzata con nuove denominazioni: stavolta, le ultime due cifre andarono ad indicare l'alesaggio di ogni cilindro espresso in mm. In questo modo, la 617 divenne 680, mentre la 620 cambiò nome in 686. Le due versioni minori, la 614 e la 615, furono invece tolte di produzione.

La 680 e la 686 continuarono ad essere prodotte fino al 1939, anche nelle nuove versioni GS (Gran Sport), caratterizzate da allestimenti più sportivi. Con lo scoppio della Seconda guerra mondiale la loro produzione cessò, per essere ripresa nel 1946 dalla 866, praticamente una 686 ribattezzata, e dalla Artois 3.5, ossia una riedizione della Hotchkiss 864 con motore della 866.